# Беклі (Західна Вірджинія)
Беклі (англ. Beckley) — місто (англ. city) в США, в окрузі Релей штату Західна Вірджинія. Засноване 4 квітня 1838. Населення — 17 286 осіб (2020).

## Географія
Беклі розташоване за координатами 37°46′23″ пн. ш. 81°9′42″ зх. д. / 37.77306° пн. ш. 81.16167° зх. д. (37.773148, -81.161550).  За даними Бюро перепису населення США в 2010 році місто мало площу 24,61 км², з яких 24,58 км² — суходіл та 0,03 км² — водойми.

### Клімат
| Клімат : Беклі          | Клімат : Беклі | Клімат : Беклі | Клімат : Беклі | Клімат : Беклі | Клімат : Беклі | Клімат : Беклі | Клімат : Беклі | Клімат : Беклі | Клімат : Беклі | Клімат : Беклі | Клімат : Беклі | Клімат : Беклі | Клімат : Беклі |
| Показник                | Січ.           | Лют.           | Бер.           | Квіт.          | Трав.          | Черв.          | Лип.           | Серп.          | Вер.           | Жовт.          | Лист.          | Груд.          | Рік            |
| Абсолютний максимум, °C | 23,3           | 24,4           | 28,3           | 30,6           | 33,3           | 37,8           | 39,4           | 39,4           | 36,1           | 32,8           | 26,7           | 23,9           | 39,4           |
| Середній максимум, °C   | 4,1            | 6,2            | 11,0           | 17,1           | 21,2           | 25,0           | 26,6           | 26,2           | 22,7           | 17,4           | 11,7           | 5,7            | 16,3           |
| Середній мінімум, °C    | −5,1           | −3,5           | 0,2            | 5,2            | 9,7            | 14,3           | 16,3           | 15,7           | 11,9           | 6,2            | 1,6            | −3,2           | 5,8            |
| Абсолютний мінімум, °C  | −30            | −28,9          | −21,7          | −13,3          | −6,1           | 0,0            | 3,3            | 0,6            | −5             | −12,8          | −18,3          | −28,9          | −30            |
| Норма опадів, мм        | 71             | 70             | 91             | 85             | 118            | 102            | 128            | 88             | 76             | 65             | 75             | 76             | 1046           |
| Днів з опадами          | 15,1           | 13,9           | 15,6           | 14,2           | 14,7           | 13,2           | 13,1           | 10,7           | 9,6            | 10,1           | 12,2           | 14,9           | 157,3          |
| Днів зі снігом          | 10,2           | 8,4            | 5,4            | 2,4            | 0              | 0              | 0              | 0              | 0              | 0,3            | 3,0            | 8,0            | 37,7           |
| ----------------------- | -------------- | -------------- | -------------- | -------------- | -------------- | -------------- | -------------- | -------------- | -------------- | -------------- | -------------- | -------------- | -------------- |
| Джерело: NOAA           |                |                |                |                |                |                |                |                |                |                |                |                |                |

## Демографія
Згідно з переписом 2010 року, у місті мешкало 17 614 осіб у 7800 домогосподарствах у складі 4414 родин. Густота населення становила 716 осіб/км².  Було 8839 помешкань (359/км²).
Расовий склад населення:
| - 72,3 % — білих - 21,2 % — чорних або афроамериканців - 2,4 % — азіатів - 0,3 % — корінних американців |

До двох чи більше рас належало 3,2 %. Частка іспаномовних становила 1,5 % від усіх жителів.
За віковим діапазоном населення розподілялося таким чином: 20,2 % — особи молодші 18 років, 61,9 % — особи у віці 18—64 років, 17,9 % — особи у віці 65 років та старші. Медіана віку мешканця становила 41,6 року. На 100 осіб жіночої статі у місті припадало 87,1 чоловіків;  на 100 жінок у віці від 18 років та старших — 83,5 чоловіків також старших 18 років.
Середній дохід на одне домашнє господарство  становив 53 193 долари США (медіана — 34 944), а середній дохід на одну сім'ю — 70 837 доларів (медіана — 55 597). Медіана доходів становила 46 088 доларів для чоловіків та 30 092 долари для жінок. За межею бідності перебувало 21,8 % осіб, у тому числі 27,4 % дітей у віці до 18 років та 9,4 % осіб у віці 65 років та старших.
Цивільне працевлаштоване населення становило 7491 осіб. Основні галузі зайнятості: освіта, охорона здоров'я та соціальна допомога — 32,1 %, мистецтво, розваги та відпочинок — 14,3 %, роздрібна торгівля — 12,4 %.

## Відомі уродженці
- Том Карпер — американський політик, сенатор США від штату Делавер
- Кріс Сарандон — американський кіноактор
- Морган Сперлок — американський режисер-документаліст